# Patalene
Patalene es un género de polillas de la familia Geometridae creado por Gottlieb August Wilhelm Herrich-Schäffer en 1854.

## Especies
- Patalene asychisaria (Walker, 1860)
- Patalene chaonia (Druce, 1887)
- Patalene dissimilis (Schaus, 1901)
- Patalene ephyrata (Guenée, [1858])
- Patalene epionata Guenée, 1857)
- Patalene falcularia Herrich-Schäffer, [1854]
- Patalene humerata (Warren, 1905)
- Patalene luciata (Stoll, [1790])
- Patalene olyzonaria (Walker, 1860)
- Patalene nicoaria (Walker, 1860)
- Patalene quatuormaculata (Verloren, 1837)
- Patalene trogonaria (Herrich-Schäffer, [1856])
- Patalene virgultaria (Felder & Rogenhofer, 1875)